# Marmelada
A marmelada é um doce de marmelo, de consistência pastosa e homogénea, que se obtém ao ferver a polpa triturada do fruto com açúcar em calda.
É uma especialidade da doçaria regional portuguesa, destacando-se, pela sua fama, a de Odivelas (próximo de Lisboa) fabricada no antigo mosteiro pelas monjas. No Brasil a marmelada é produzida nos municípios goianos de Cidade Ocidental, Luziânia e em quase todo o centro-sul; Esta especiaria tem uma relação muito próxima com a Goiabada brasileira.

## Etimologia
A palavra «marmelada» advém do substantivo «marmelo», em alusão ao fruto que lhe serve de base. Por sua vez, o substantivo «marmelo» entrou na língua portuguesa pelo latim melimellu, que significa «maçã doce», termo este que, por seu turno, terá vindo do grego antigo, μελίμηλον (melimelon), que resulta da aglutinação dos étimos μέλι (meli), que significa «mel» ou «doce», e Μήλον (meélon), que significa «maçã».
De acordo com o «Dicionário Etimológico da Língua Portuguesa» de José Pedro Machado, a mais antiga abonação conhecida desta palavra na língua portuguesa encontra-se na «Comédia de Rubena» de Gil Vicente, escrita em 1521:
«Temos tanta marmelada
Que a minha mãe m' há-de dar»

## História

### Percursores

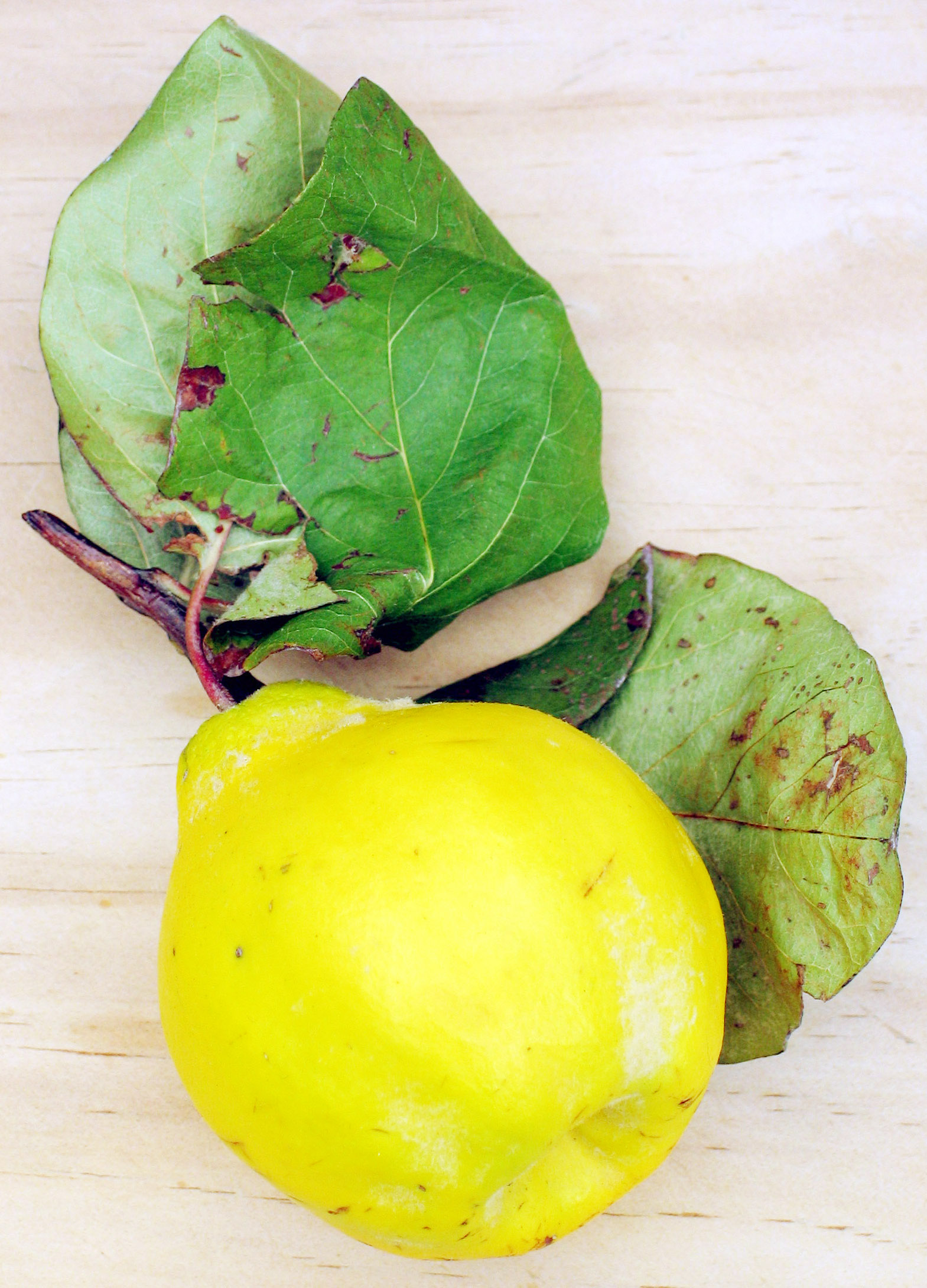
Marmelo

A marmelada poderá ter a sua origem na Grécia Antiga, onde já se coziam marmelos em mel, segundo o livro de cozinha do romano Apício. Conservas de marmelo, de limão, de rosas, de maçãs, de ameixa e de pera, figuram nos compêndios cerimoniais do Imperador Bizantino Constantino VII Porfirogénito.
Por outro lado, conservas de fruta com açúcar eram comuns na culinária persa clássica. O historiador e orientalista francês Maxime Rodinson aventou para a possibilidade de que os persas já tivessem feito compotas de marmelo na Idade Média por entender que há menção de um doce desse estilo, na obra "Wuşla ilā l'habīb", o mais antigo livro de receitas da Pérsia, escrito em 1226. No entanto, a obra nunca chega a explicar a receita desse doce.
Durante este período muitos dos hábitos alimentares dos persas, incluindo o recurso ao açúcar, difundiram-se pelo Mediterrâneo. A historiadora Constance Anne Wilson defende que terão sido os mouros que trouxeram esses hábitos para Portugal, o que, ulteriormente, terá levado ao aparecimento da marmelada no país. 
Houve outras receitas de conservas doces de marmelo, a surgir no continente europeu. Com efeito, num tratado culinário francês de 1394, figura uma receita de marmelos descascados e cozidos, conservados numa calda de vinho e mel. 
Crê-se que a transição do mel para o açúcar enquanto meio de conservação dos marmelos, se estivesse a operar já por volta da década de 40 do séc. XV.   

### Difusão da marmelada portuguesa
Os primeiros sinais do consumo de marmelada portuguesa em Inglaterra, datam de 1480, quando as importações desse produto se tornaram tão assinaláveis que começaram a ser registadas em documentos oficiais. 
Em França, o primeiro registo conhecido de consumo de marmelada portuguesa só aparece em 1573. De acordo com Constance Anne Wilson, a marmelada terá sido, originalmente importada de Portugal para outras partes da Europa e, só depois de se ter popularizado, é que terá começado a surgir uma produção nacional expressiva de marmelada nesses territórios.A mesma autora atribui, também, uma origem portuguesa aos vocábulos marmalade do inglês e marmelade do francês.
Em 1495, dada uma substancial afluência de embarcações com marmelada de Portugal, aos portos britânicos, os preços começaram a baixar gradualmente. Entretanto, no séc. XVI, dá-se uma ligeira subida de preço da marmelada, o que aliciou os espanhóis e os italianos, para responder à aparente crescente procura e popularidade do produto nos portos ingleses e do Norte da Europa, a começar a exportar a sua própria versão do produto. As marmeladas desta época eram aromatizadas, podendo levar água de rosas, almíscar ou mesmo sumo de fruta, podiam, ainda, contar com especiarias, como noz moscada. ou ornatos como âmbar.  
No decurso do séc. XVI, evidenciou-se uma notória influência da marmelada portuguesa na doçaria britânica, com efeito, de acordo com Constance Anne Wilson, é possível que essa influência tenha precipitado a transição do mel para o açúcar na doçaria britânica.
A marmelada além de mero prato de doçaria, assumiu-se durante o século XVI também, como uma prenda típica para oferecer a convidados ou em ocasiões festivas.
Em 1524, Henrique VIII de Inglaterra foi presenteado com um boião de marmelada da parte de Mr. Hull of Exeter . A marmelada portuguesa já era afamada entre os comerciantes britânicos da época, sendo objecto de menção em correspondência entretida pelo Lord Lisle com William Grett, já a 12 de Maio de 1534,  «Enviei a Vossa Senhoria esta caixa de marmelada, e outra ainda à boa-senhora, sua mulher»  e de Richard Lee, 14 de Dezembro de 1536, «Ele agradece sentidamente a Vossa Senhoria pela marmelada».
A marmelada também era usada para finalidades medicinais, atribuindo-se-lhe propriedades digestivas e estomacais . Com efeito, Maria Stuart, à qual se reputa um notável gosto por marmelada, terá recebido em 1561, marmelada para ajudar a combater os enjoos.

## Confeção e variedades
A confeção de marmelada passa por cozer o fruto de antemão, por molde a obter-se um polme ou papa com a polpa do marmelo. Em seguida, põe-se o açúcar ao lume, com água, em quantidade suficiente para permitir que este derreta, ferva e chegue quase ao ponto de rebuçado. Nesta altura, junta-se o polme da polpa de marmelos e vai-se mexendo com a colher, até levantar novamente a fervura. Quando estiver em ponto estrada, retira-se do lume. Depois deita-se em recipientes próprios para o efeito e deixa-se a arrefecer em local com exposição solar, durante alguns dias, a fim de que adquira a crosta sólida característica, que assegura a sua conservação.
A proporção de gramas de açúcar por gramas de polpa de marmelo não têm de ser em partes iguais. Com efeito, as receitas modernas tendem a indicar quantidades de açúcar inferiores às de marmelo, ao passo que as receitas históricas tendiam a indicar quantidades superiores de açúcar.

### Variedades clássicas

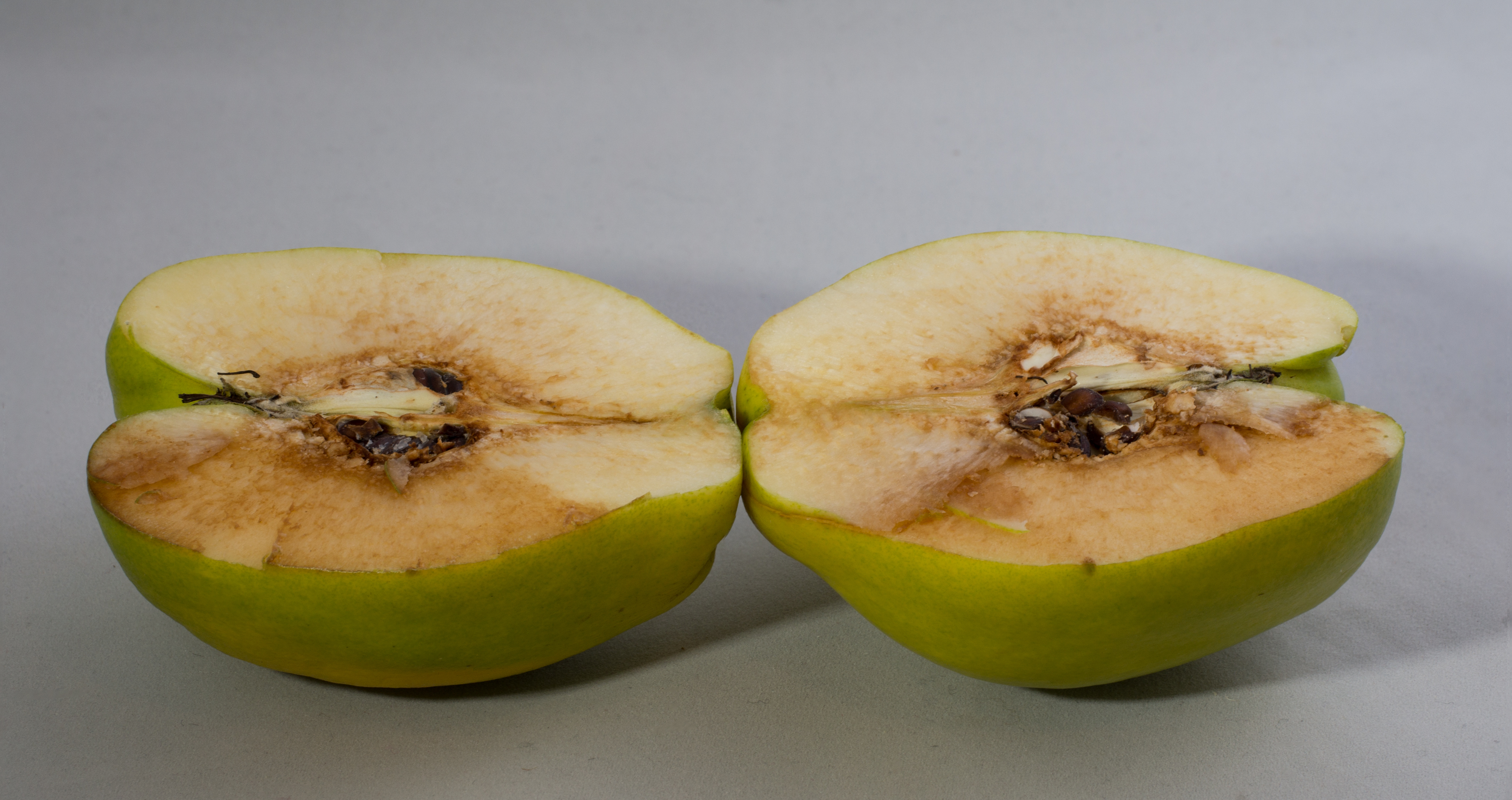
Os marmelos, depois de cortados, tendem a começar a oxidar, por causa da reacção da enzima polifenoloxidase com o oxigénio

Tradicionalmente, a marmelada clássica - de marmelo - tanto pode ser vermelha ou branca. De acordo com Berta Rosa-Limpo, na obra culinária «Livro de Pantagruel», a diferença de coloração prende-se com a oxidação do fruto, durante a cozedura. De sorte que, para fazer a marmelada branca, propõe que se deva cozer-se, preliminarmente, o marmelo inteiro, sem ser cortado à faca, por molde a minorar a possibilidade de o oxidar. Uma vez cozido, o marmelo é descascado  e descaroçado. Depois, com a polpa, faz-se um polme que é usado na confecção da marmelada, nos moldes já supra explanados.
Para que a marmelada fique vermelha, basta que se cortem os marmelos, antes de os cozer, a exposição da polpa do fruto ao ar faz com oxide e vá adquirindo uma coloração mais escura.

### Variedades sem marmelo
Além da marmelada clássica de marmelo, há receitas tradicionais portuguesas que se servem da palavra «marmelada» para descrever doces que, apesar de confecionados com outros ingredientes, se lhes assemelham pela sua consistência ou apresentação.
São exemplos disso são:
- a marmelada de abóbora com laranja, que se serve de abóbora cozida e sumo de laranja[33], em vez de marmelo, pelo que poderá ser uma descendente da variedade histórica da "marmellada de çumos" do séc. XVII[23], a respeito da qual se expenderá infra.

- a marmelada de pera[35], que, por seu turno, também se assemelha à perada, receita doce histórica dos séc.XVI[36] e  XVII.[37]

### Variedades históricas

#### NoLivro de Cozinha da Infanta D.ª Maria
O mais antigo livro de cozinha português é o Livro de Cozinha da Infanta Dona Maria de Portugal, o qual consiste num códice onde se coligiram várias receitas manuscritas, redigidas entre finais do séc. XV e princípios do séc. XVI.  O referido códice, conta com 4 receitas de marmelada, de data desconhecida, sendo que todas constam do último caderno do códice, por sinal referente às conservas.
A primeira destas receitas de marmelada vai com o nome «Marmelada de Cesária Ximénes» e a última tem como nome «Marmelada de Dona Joana», sendo que a historiografia moderna desconhece a concreta identidade das referidas mulheres. Nestas receitas já se faz a distinção entre a marmelada branca e a marmelada vermelha, sendo que o método então empregue para obter a marmelada branca, passava por cozer os marmelos inteiros e por recorrer a joeiras tapadas, por molde a minimizar a oxidação do mesocarpo do marmelo.

#### Na Arte de Cozinha
Outra das mais antigas abonações históricas de receitas de marmelada portuguesas, que chegaram até à modernidade, encontra-se inscrita no primeiro tratado de cozinha português, a «Arte de Cozinha», de 1680, escrita por Domingos Rodrigues.
Com efeito, na segunda parte, capítulo IX, sob a epígrafe «De Doces de frutas, da «Arte de Cozinha», Domingo Rodrigues discorre sobre algumas receitas de marmelada.  Além da receita de marmelada comum (marmellada commua), que em pouco difere da receita que persistiu até à atualidade, excetuando-se talvez a alusão a massa e a introdução opcional de almíscares e âmbares para decorar o doce , Domingos Rodrigues menciona, ainda, mais duas variantes de marmelada: 
- a marmelada crua, caracterizada por não se cozer previamente o marmelo.[31] Em vez disso, aquece-se a calda de açúcar até chegar ao ponto pérola (então chamado ponto bolla), tirava-se do lume e juntavam-se-lhe os pedaços de marmelo cortados e crus.[31] Depois de misturados, iam num tacho ao lume até levantar fervura.[31]

- a marmelada de sumos (marmellada de çumos), pautada por se fazer a cozedura dos marmelos em calda de açúcar, juntado-se-lhes, facultativamente, pequenas quantidades de sumo de fruta, para servir de aromatizante. [23]

Nesta mesma secção, Domingo Rodrigues ainda menciona mais uma receita com o nome «marmelada», a «marmellada de geléa», que corresponde, grosso modo, a geleia de marmelo. 

## Marmelada Branca de Odivelas
No mosteiro de Odivelas, desde há séculos as freiras Bernardas produziam a marmelada branca, distinguível das outras pela sua cor branca. Era servida aos convidados e visitantes em pequenos cubos. A receita foi passando de freira em freira, ameaçada pela extinção das ordens religiosas.
A marmelada branca de Odivelas caracteriza-se pela sua coloração branca, a qual se deve ao seu método particular de confeção. Com efeito, em vez de fazer uma pré-cozedura do marmelo inteiro, como acontece noutras receitas regionais e históricas de marmelada branca, a marmelada branca de Odivelas vale-se do seu método tradicional de confeção particular, que, entre outras peculiaridades, junta sumo de limão à água em que se coze o marmelo cortado. O sumo de limão cria uma barreira entre a polifenoloxidase dos marmelos e o oxigénio, inativando assim essa enzima e garantindo, desse modo, que os marmelos não escureçam durante a cozedura.
Atualmente o município organiza anualmente o Festival da Marmelada Branca. Encontra-se registada como marca coletiva.

## Estatuto jurídico
A diretiva europeia 2001/113/CE de 20 de Dezembro de 2001, que é o normativo geral europeu que tutela a confeção de «doces e geleias de frutos, citrinadas e creme de castanha destinados à alimentação humana», embora faça uma distinção legal entre «doce» e «geleia», contemplando, inclusive, o marmelo como um ingrediente lícito no seu fabrico, não se debruça concretamente sobre a marmelada. Em rigor, esse diploma europeu, não só não se abalança a gizar uma definição jurídica de «marmelada», nem a distingui-la de «doce», «compota» ou «geleia».
Em todo o caso, ao nível nacional, a legislação portuguesa tratou de tutelar e regulamentar adequadamente a situação jurídica da marmelada.
Por conseguinte, nos termos da al. d) do n.º 1 do art.º 2.º do Decreto-Lei n.º 97/84, de 28 de Março, a definição jurídica de «marmelada», aos olhos da jurisdição portuguesa é a de «produto resultante da mistura homogénea e consistente, obtida exclusivamente da cozedura do mesocarpo do marmelo com açúcares».